# Anne-Pascale Clairembourg
Anne-Pascale Clairembourg (1975) is een Belgisch toneel- en filmactrice.

## Biografie
Anne-Pascale Clairembourg ging al op jonge leeftijd naar het theater samen met haar ouders die beiden ook een theateropleiding gevolgd hadden. Als kind volgde ze dictie-, voordracht- en later acteerlessen. Na haar middelbare studies volgde ze drie jaar "voordracht" aan het Conservatorium van Brussel en nadien schreef ze zich in aan het Institut des arts de diffusion in Louvain-la-Neuve waar ze in 2000 afstudeerde. Ze begon te acteren in het theater en speelde onder meer mee bij het toneelstuk Tristesses (2016) dat de juryprijs won op het Festival van Avignon 2016. Ze acteerde ook in een aantal korte films en speelfilms en won in 2013 voor haar rol als Sylvie in Mobile Home de Magritte voor beste jong vrouwelijk talent. In 2017 werd ze gekozen als gastvrouw voor de uitreiking van de 7e Magritte du cinéma.

## Filmografie
- 2016: Un homme à la mer
- 2016: L'Ombre d'un autre (kortfilm)
- 2015: Le Tout Nouveau Testament
- 2014: Être
- 2013: Partouze (kortfilm)
- 2012: Mobil Home
- 2011: Les Tribulations d'une caissière
- 2011: De leur vivant
- 2010: Transparente (kortfilm)
- 2009: Pour un fils
- 2007: 2 Sœurs (kortfilm)
- 2004: Les Demoiselles (kortfilm)

## Prijzen en nominaties
De belangrijkste:
| Jaar | Prijs    | Categorie                    | Film        | Uitslag  |
| ---- | -------- | ---------------------------- | ----------- | -------- |
| 2013 | Magritte | Beste jong vrouwelijk talent | Mobile Home | Gewonnen |